# Longinosz
Longinosz, teljes nevén Kassziosz Longinosz (ógörögül: Κάσσιος Λογγῖνος, latinul: Cassius Longinus), (Athén, 213 körül – Palmüra, 273) késő ókori újplatonista görög filozófus.
Longinosz athéni családban született. Fiatalon sokat utazott, rétorként és filozófusként csakhamar nagy hírnévre tett szert szülővárosában. Eunapius „eleven könyvtár”-nak és „járókelő múzeum”-nak nevezte. Utazás közben megismerkedett Zénobiával, Palmüra királynőjével, akinek bizalmas tanácsadója is lett. A királynő legyőzése után (273) Longinoszt Aurelianus római császár parancsára kivégezték.
Történeti, filozófiai, nyelvészeti és kritikai tárgyú írásaiból csak töredékek és címek maradtak ránk. Retorikájának egy töredéke Apszinész retorikájába került; ezt Longinosz művének Ruhnken minősítette át. Egy másik művét (melynek szerzője előbb meghatározza a fenségesség jellemzőit, és aztán bemutatja a fenséges stílus forrásait és eszközeit) sokáig az ő művének tartották, újabban azonban egy 1. századi névtelen írónak (talán Theonnak) tulajdonítják.

## Magyarul
- Longinus értekezése a fenségesről; ford. Kis János; in: Széptani remekírók; Eggenberger, Bp., 1875